# Radostina Marinowa
Radostina Marinowa (ur. 2 października 1998 w Sofii) – bułgarska siatkarka, reprezentantka Bułgarii, grająca na pozycji atakującej i środkowej.
Jej o 11 lat starsza siostra Gergana, również jest siatkarką.

## Kluby
| Lata      | Kluby                                   |
| --------- | --------------------------------------- |
| 2015–2017 | VK Kazanłyk                             |
| 2017–2018 | California State University, Long Beach |
| 2018–2020 | Beroe Stara Zagora                      |
| 2020–2022 | Evreux VB                               |
| 2022–2023 | Stade Français Paris Saint Cloud        |
| 2023–2024 | RC Cannes                               |
| 2024–     | Numia Vero Volley Milano                |

## Sukcesy klubowe
Klubowe Mistrzostwa Świata:
- 2024[9]

## Sukcesy reprezentacyjne
Mistrzostwa Europy Juniorek:
- 5. miejsce 2014[10]

Mistrzostwa Europy Kadetek:
- 11. miejsce 2015[11]

Mistrzostwa Świata Juniorek:
- 8. miejsce 2015[12]

Mistrzostwa Europy Juniorek:
- 8. miejsce 2016[13]

Liga Narodów:
- 14. miejsce 2022[14]

Mistrzostwa Świata:
- 17. miejsce 2022[15]